# Смоляная улица
Смоляна́я улица — улица в Невском районе Санкт-Петербурга. Проходит от проспекта Обуховской Обороны до Глухоозёрского шоссе.

## История и достопримечательности
Название улицы Смоляная связано с тем, что на данной территории с XVIII века находились смоляные амбары. Этот топоним существует в с 1871 года и связан с другими наименованиями Стеклянного городка (улицы Хрустальная, Стеклянная, Глазурная, Фаянсовая, Зеркальный переулок).
С 6 декабря 1976 года эта улица с тремя другими (улица 1-й Круг, проезд без названия, Больничная улица) носила имя революционерки Л. М. Книпович, которая в 1890-е годы преподавала в вечерне-воскресной рабочей школе, находившейся за Невской заставой.
26 апреля 2021 года улице вернули старое название Смоляная улица.
На улице исторически существует множество промышленных предприятий и различных организаций, а также всего один жилой дом сталинской постройки.

## Транспорт
Ближайшие станции метро — «Площадь Александра Невского-1», «Площадь Александра Невского-2» и «Елизаровская»
На участке от улицы 2-й Луч до улицы Седова проходят маршруты автобуса № 58 и троллейбусов № 14 и 16.